# Human & Experimental Toxicology
Human & Experimental Toxicology, abgekürzt Hum. Exp. Toxicol., ist eine wissenschaftliche Zeitschrift, die vom SAGE-Verlag veröffentlicht wird. Die erste Ausgabe erschien im Januar 1981, die Zeitschrift hieß damals noch Human Toxicology. Der heutige Name wurde im Januar 1990 angenommen. Die Zeitschrift erscheint monatlich.
Es werden Artikel veröffentlicht, die experimentelle und klinische Studien zu funktionalen, biochemischen und strukturellen Funktionsstörungen darstellen. Hierbei ist der Fokus auf Ursachen, Gegengifte und andere Therapien gerichtet. Die Zeitschrift unterhält enge Verbindungen zur französischen Gesellschaft für Toxikologie.
Der Impact Factor der Zeitschrift lag im Jahr 2018 bei 2,171.